# Luis Santaló
Luís Antoni Santaló Sors (Girona, 9 de outubro de 1911 — Buenos Aires, 22 de novembro de 2001) foi um matemático espanhol.
Graduado na Universidade Complutense de Madrid, obteve o doutorado na Universidade de Hamburgo em 1936, orientado por Wilhelm Blaschke. Devido à Guerra Civil Espanhola imigrou para a Argentina.
Estudou geometria integral e outros tópicos matemáticos. Foi professor na Universidade Nacional do Litoral, na Universidade Nacional de La Plata e na Universidade de Buenos Aires.

## Obras
Publicou livros em inglês e espanhol:
- Introduction to Integral Geometry, 1953
- Geometrias no Euclidianas, 1961
- Geometria proyectiva, 1966
- Integral Geometry and Geometric Probability, 1976
- Vectores y tensores con sus aplicaciones, 1977